# バンコク・ラーチャシーマー病院
バンコク・ラーチャシーマー病院（Bangkok Hospital Ratchasima）は、タイ東北部ナコーンラーチャシーマー県ムアンナコーンラーチャシーマー郡にあるバンコク・ドゥシット・メディカル・サービシーズが経営を行うバンコク病院グループ系列の総合病院の一つである。バンコクラチャシマ病院などとも記述される。

## 概略
バンコク・ラーチャシーマー病院はバンコク病院グループ病院の中でタイ東北部で唯一の病院。150床の総合病院であり、13床のICU（集中治療室）や5床のCCU（冠状動脈疾患集中治療室）がある。小児科医、産科医も常勤でいる。CT及びMRIの設備があり、血液透析センターもある。この病院は外科手術を用いない内科治療に長があり、頭痛、鼻血、のどの痛み、咳、慢性病の治療が行われている。

## 国際対応
ほとんどの医師は英語が可能であり、外国人との会話は通常は英語となる。